# Premio Tusquets de Novela
El Premio Tusquets Editores de Novela es un galardón literario promovido por la editorial española Tusquets Editores, dirigido a escritores en lengua española. Se convocó por primera vez en la Feria Internacional del Libro de Guadalajara 2005.
El premio consiste en una asignación económica de 18.000 euros para 2019 y una estatuilla de bronce diseñada por el escultor Joaquim Camps. Además, la obra ganadora se edita simultáneamente en Argentina, España y México.
En su breve historia ha sido declarado desierto en dos ocasiones, 2005 y 2008.

## Galardonados

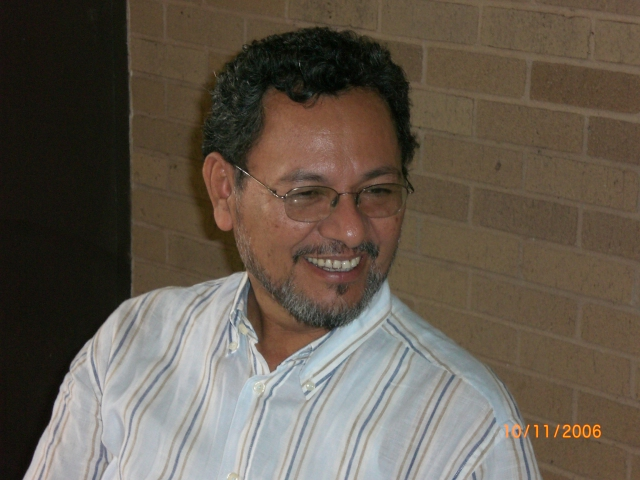
Élmer Mendoza

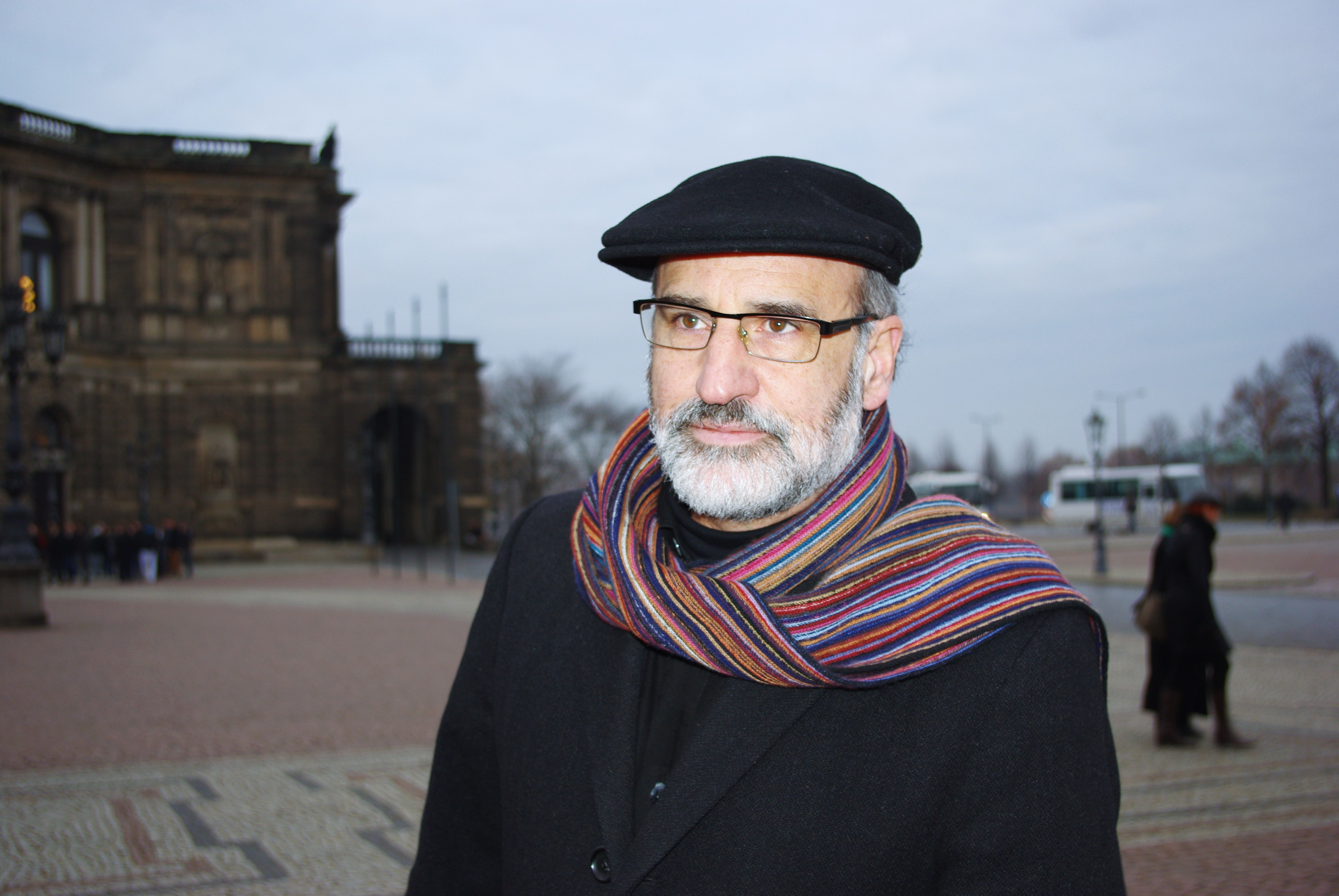
Fernando Aramburu

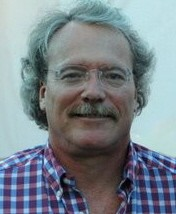
Alberto Barrera Tyszka

| Año  | Autor                  | País           | Novela ganadora             |
| ---- | ---------------------- | -------------- | --------------------------- |
| 2005 | Desierto               | Desierto       | Desierto                    |
| 2006 | Evelio Rosero          | Colombia       | Los ejércitos               |
| 2007 | Élmer Mendoza          | México         | Balas de plata              |
| 2008 | Desierto               | Desierto       | Desierto                    |
| 2009 | Sergio Olguín          | Argentina      | Oscura monótona sangre      |
| 2010 | Rafael Reig            | España         | Todo esta perdonado         |
| 2011 | Fernando Aramburu      | España         | Años lentos                 |
| 2012 | Betina González        | Argentina      | Las poseídas                |
| 2013 | Ginés Sánchez          | España         | Los gatos pardos            |
| 2014 | Juan Trejo             | España         | La máquina del porvenir     |
| 2015 | Alberto Barrera Tyszka | Venezuela      | Patria o muerte             |
| 2016 | Daniel Ruiz García     | España         | La gran ola                 |
| 2017 | Mariano Quirós         | Argentina      | Una casa junto al Tragadero |
| 2018 | María Tena             | España         | Nada que no sepas           |
| 2019 | Elisa Ferrer           | España         | Temporada de avispas        |
| 2020 | Bárbara Blasco         | España         | Dicen los síntomas          |
| 2021 | Marta Barrio           | España         | Leña menuda                 |
| 2022 | Cristina Araújo Gámir  | España         | Mira a esa chica            |
| 2023 | Silvia Hidalgo         | España         | Nada que decir              |
| 2024 | Corina Oproae          | Rumania España | La casa limón               |

### Finalistas
| Año  | Autor       | País   | Novela finalista     |
| ---- | ----------- | ------ | -------------------- |
| 2009 | Willy Uribe | España | Cuadrante Las Planas |